# Saint-Gorgon-Main
Saint-Gorgon-Main é uma comuna francesa na região administrativa de Borgonha-Franco-Condado, no departamento de Doubs. Estende-se por uma área de 7,93 km². Em 2010 a comuna tinha 286 habitantes (densidade: 36,1 hab./km²).